# Eriko Išinová
Eriko Išinová (japonsky 石野枝里子, Išino Eriko; * 1. prosince 1985 Obihiro, Japonsko) je japonská rychlobruslařka specializující se na dlouhé tratě (3000/5000 m).
Na juniorském mistrovství světa v roce 2001 skončila na sedmém místě, v následujících dvou letech byla druhá, roku 2004 šampionát vyhrála. Roku 2002 ještě jako juniorka debutovala na seniorském mistrovství světa ve víceboji, kde skončila na 20. místě. O rok později absolvovala šampionát na jednotlivých tratích, kde se na tratích 1500, 3000 i 5000 m umístila v první desítce. Od roku 2004 pravidelně získává medaile na asijském rychlobruslařském mistrovství (dosud 1× první, 4× druhé a 2× třetí místo). V roce 2005 získala svoji jedinou seniorskou medaili z mistrovství světa – bronz ze stíhacího závodu družstev, o rok později se zúčastnila zimních olympijských her v Turíně, kde se v individuálních závodech umístila nejlépe na trati 5000 m na 11. místě.